# 후나미정
후나미정(舟見町)은 도야마현 시모니카와군에 있던 정이다. 현재의 뉴젠정에 해당한다.

## 개요
호쿠코쿠 가도의 후나미주쿠로 번성했던 마을로, 지금도 구 호쿠코쿠 가도(도야마 현도 13호)를 따라 남북으로 길게 뻗은 시가지이다.

## 역사
- 1889년 4월 1일 - 정촌제 시행에 의해 시모니카와군 후나미정이 성립하였다.
- 1959년 1월 1일 - 뉴젠정에 편입되었다.

## 참고문헌
- 『市町村名変遷辞典』東京堂出版、1990年。